# Gangesadler
Der Gangesadler (Clanga hastata syn: Aquila hastata), auch Indischer Schreiadler, ist eine Vogelart aus der Familie der Habichtartigen (Accipitridae). Laut der IUCN Roten Liste der gefährdeten Arten gilt er als „gefährdet“ (vulnerable).

## Beschreibung
Der Gangesadler ist etwa 60 cm groß und hat eine Flügelspannweite von 150 cm. Er hat einen vergleichsweise breiten Kopf und einen breiteren Schnabel als die übrigen Vertreter der Gattung Clanga. Auch hat der Gangesadler insgesamt eine hellere Färbung und eine dunklere Iris als seine Verwandten. Dadurch erscheinen die Augen dunkler als das Gefieder (und nicht umgekehrt, wie beim Schelladler). Adulte Vögel können vom Schelladler durch ihre hellere Farbe, die dunkleren Augen und die bevorzugten Lebensräume unterschieden werden.
Drei bis vier Monate alte Jungvögel sind glänzend braun, die Spitzen der Kopf- und Halsfedern sind cremig und sehen fleckig aus, was der Art ihren englischen Trivialnamen, Indian spottet eagle (indischer gefleckter Adler), einbrachte. Die oberen Schwanzdecken sind hellbraun und weiß, was ihnen ein gestreiftes Aussehen verleiht. Die Mitteldecken haben große cremefarbene Flecken. Nach etwa achtzehn Monaten mausert sich der Vogel und entwickelt ein dunkleres, weniger geflecktes Gefieder.

## Verbreitung und Lebensraum

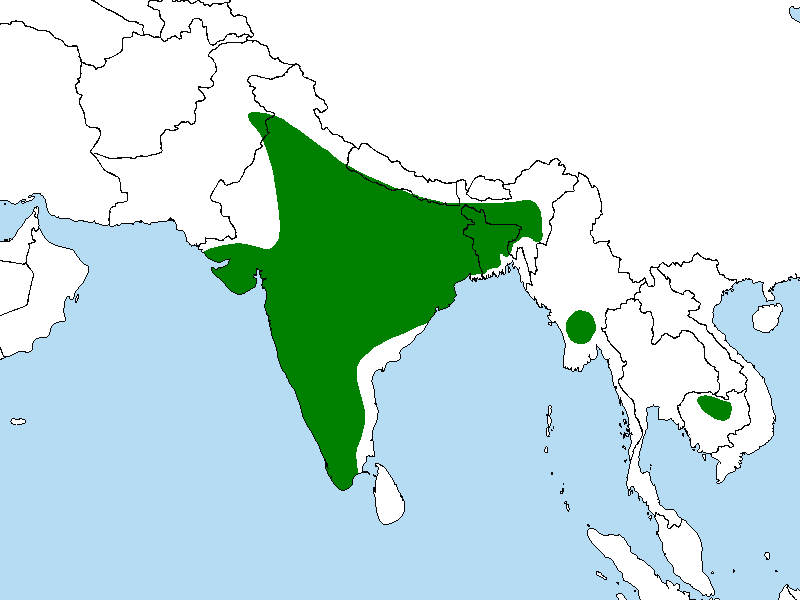
Verbreitung des Gangesadlers in Dunkelgrün

Der Indische Schreiadler ist in Bangladesch, Indien, Myanmar und Nepal beheimatet, in Pakistan wird er gelegentlich beobachtet. In Nepal ist er insbesondere in Schutzgebieten, wie dem Chitwan-Nationalpark, dem Bardia-Nationalpark, dem Koshi Tappu Wildlife Reserve oder dem Suklaphanta-Wildreservat, zu finden, darüber hinaus auch in nicht geschützten Gebieten des Terai.
In Indien ist er in der Indus-Ganges-Brahmaputra-Ebene verbreitet, in den Bundesstaaten Madhya Pradesh und Odisha, im Osten bis Manipur und bis in den nördlichen Teil der südlichen Bundesstaaten.
Als Lebensraum zieht der Gangesadler subtropische und tropische Trockenwälder gegenüber Plantagen und Ackerland vor. Im Gegensatz zum Schelladler, der im Winter in indischen Feuchtgebieten zu Gast ist, zeigt diese Art keine besondere Affinität zu Feuchtgebieten.

## Systematik
Früher wurden Schelladler, Schreiadler und Gangesadler Gattung der Echten Adler (Aquila) zugeordnet. Seit einiger Zeit werden sie in die eigene Gattung Clanga gestellt. Innerhalb der Unterfamilie Aquilinae sind sie näher mit dem afrikanischen Schopfadler (Lophaetus occipitalis) verwandt als mit den Adlern der Gattung Aquila.
Früher wurde der Gangesadler als östliche Unterart des Schreiadlers angesehen. Aufgrund morphologischer, anatomischer und brutbiologischer Merkmale sowie aufgrund von Verhaltensmerkmalen wurde er im Jahr 2002 als eigene Art eingestuft. Molekulargenetische Untersuchungen haben diesen Artstatus bestätigt, demnach bildet der Gangesadler das Schwestertaxon des Artenpaares Schreiadler und Schelladler. Der Schreiadler und der Schelladler sind somit enger miteinander verwandt als mit dem Gangesadler. Evolutionär haben sich die Abstammungslinien von Gangesadler und dem gemeinsamen Vorfahren von Schelladler und Schreiadler etwa im mittleren Pliozän getrennt.